# Carphoides
Carphoides là một chi bướm đêm thuộc họ Geometridae.

## Các loài
- Carphoides inconspicuaria (Barnes & McDunnough, 1916)
- Carphoides incopriaria (Hulst, 1887)
- Carphoides setigera Rindge, 1958